# Kim Myong-gum
Kim Myong-gum (4 de novembro de 1990) é uma futebolista norte-coreana que atua como defensora.

## Carreira
Kim Myong-gum integrou o elenco da Seleção Norte-Coreana de Futebol Feminino, nas Olimpíadas de 2012. 